# 多巴諾夫齊
多巴諾夫齊是塞爾維亞的城鎮，由貝爾格萊德負責管轄，位於該國北部，距離首都貝爾格萊德25公里，海拔高度73米，主要經濟活動有農業和工業，2011年人口7,928。

## 外部連結
- official Internet presentation of Dobanovci（页面存档备份，存于）

44°50′N 20°14′E / 44.833°N 20.233°E